# Bija
Bija is Sanskriet (種子 of shuji is het Japans) voor zaad en is een metafoor voor de herkomst en oorzaak van de dingen, zowel in het hindoeïsme als boeddhisme. Bija is verwant met bindu.
Deze metafoor is onderdeel van de leer van de consciousness-only (slechts bewustzijn) van de Vijnanavada-school in het boeddhisme. Volgens deze theorie produceren alle ervaringen en handeling bija, evenals impressies bewustzijn produceren. De buitenwereld zou ontstaan wanneer deze zaden dit bewustzijn geuren. Deze kijk op de bija wordt vergeleken met de memes.
In esoterisch boeddhisme en hindoeïsme wordt de term bija gebruikt voor de mystieke zaadlettergrepen in de mantra's. Deze zaden hebben geen precieze betekenis, maar worden gezien als verbindingen met spirituele principes. De bekendste bijalettergreep is Om die het eerst werd aangetroffen in de hindoeïstische teksten die bekendstaan als Upanishad. 
Om is overigens de enige Vedische bija mantra. De vele andere zoals hrim, hraum, klim, srim komen uit de Tantrische geschriften, maar zijn nu ook verankerd in het hindoeïsme. Ze worden vaak geïntegreerd in algemene mantra's voor godheden en devatas, maar soms ook afzonderlijk gechant. Als deze klanken afzonderlijk gechant worden, wordt de laatste m als een ng-klank uitgesproken. Juist ook omdat de klank geen precieze betekenis heeft, is de uitspraak zeer belangrijk. 